# Alongshan-Virus
Das „Alongshan-Virus“ oder „ALS-Virus“ (englisch „Alongshan virus“, ALSV) ist die vorgeschlagene Bezeichnung einer Spezies von Viren aus der Jingmenvirus-Gruppe innerhalb der Familie Flaviviridae. Die Art wurde erstmals bei einem Patienten aus dem Ort Alongshan in der Inneren Mongolei (Nordchina) nachgewiesen, der unter grippeähnlichen Symptomen litt. Nachdem Tests auf FSME-Viren negativ ausgefallen waren, wurde schließlich der bis dahin unbekannte Erreger gefunden.
Die Spezies ist wie die gesamte „Jingmen-Gruppe“ derzeit noch nicht vom International Committee on Taxonomy of Viruses (ICTV) offiziell bestätigt (Stand Juni 2024).

## Erstbeschreibung
Die Erstbeschreibung wurde 2019 veröffentlicht. Diese Studie untersuchte 2017 von Mai bis September 374 Patienten, die Kopfschmerzen, Fieber und zurückliegende Zeckenbisse hatten, bei denen aber keine andere Infektion nachgewiesen werden konnte. In 86 von ihnen konnte eine ALSV-Infektion gezeigt werden, davon 60 aus der Inneren Mongolei und 24 aus der östlich angrenzenden Provinz Heilongjiang. Die Inkubationszeiten zwischen Zeckenbiss und Ausbruch der Symptome lagen zwischen ein und 10 Tagen, meist zwischen 3 und 7 Tagen. Nach sechs bis acht Tagen medikamentöser Behandlung gingen die Symptome in der Regel zurück, alle Patienten erholten sich vollständig. Die Patienten waren etwa 10 bis 14 Tage im Krankenhaus.
Die Isolierung des Virus gelang durch eine Virus-Übertragung aus Patienten-Blutproben auf kultivierte Vero-Zellen, die sich dadurch pathologisch veränderten und bereits im Lichtmikroskop erkennbare Viruspartikel in den Zellen aufwiesen.
In einer parallelen Studie sammelte eine Arbeitsgruppe im Mai 2017 je 240 Blutproben von Schafen und Rindern aus Hulunbuir, einem Ort im Herkunftsgebiet der untersuchten Patienten. In jeweils gut einem Viertel der Proben konnte ALSV-RNA nachgewiesen werden. Die infizierten Tiere zeigten keine Symptome, eine pathologische Wirkung kann jedoch auch nicht ausgeschlossen werden.

## Genetik
Wie alle Viren der Jingmenvirus-Gruppe hat auch das Alongshan-Virus ein ssRNA(+)-Genom: Es besteht aus einzelsträngiger (single stranded) RNA, welche direkt (+) als mRNA in Proteine translatiert werden kann. Bei den Viren dieser Gruppe ist das Genom außerdem segmentiert, also auf mehrere RNA-Moleküle verteilt. Isolierte Viruspartikel zeigten eine runde Form mit einer Größe von etwa 40 Nanometern. Eine Vermehrung des Virus konnte auch in Kulturen einer Zelllinie, die aus Zeckenembryos gewonnen wurde, gezeigt werden.
Teilsequenzierungen von 28 Alongshan-Virus-Isolaten aus Patienten, Zecken und Stechmücken in der Veröffentlichung der Erstbeschreibung ergaben 96 % Sequenzhomologie, also eine sehr enge Verwandtschaft zwischen den gefundenen Alongshan-Viren. Das insgesamt 11.350 Basen lange RNA-Genom ist auf vier getrennte Moleküle verteilt, die jeweils ein oder zwei abgelesene Bereiche enthalten. Segment 1 enthält 2995 Basen mit einem offenen Leserahmen für 914 Aminosäuren eines als NS1 bezeichneten Proteins, einer RNA-abhängigen RNA-Polymerase und Methyltransferase.

## Systematik
Siehe auch: Artikel Jingmenvirus, Abschnitt Systematik und Vertreter

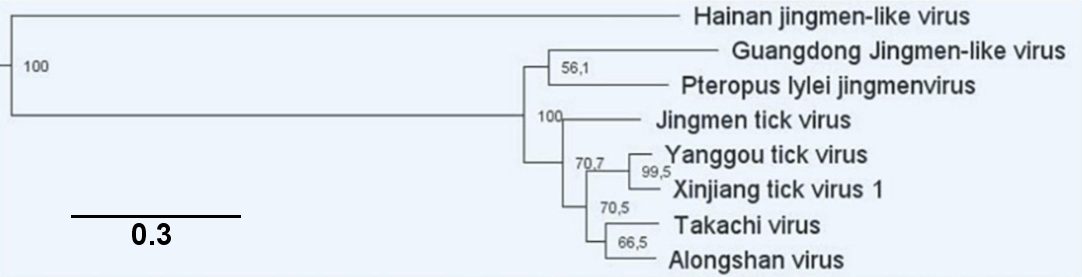
Verwandtschaftsanalyse der Zecken- und Wirbeltier-assoziierten Jingmenviren anhand der Aminosäuresequenz, die sich aus dem Offenen Leserahmen für ds Protein NSP1 ergibt. Maßstabsbalken entspricht 0,3 Ersetzungen pro Nukleotid-Position.

Sequenzvergleiche auf Genom-Basis ergaben eine Einordnung in die Jingmenvirus-Gruppe in der Familie der Flaviviridae. Dies wurde durch Vergleich der Aminosäuresequenzen mehrere viraler Proteine bestätigt.
Aufgrund der Genomsequenz und der Unterteilung des Genoms in mehrere Segmente lässt sich ALSV klar der Jingmenvirus-Gruppe innerhalb der Flaviviridae zuweisen (siehe Abbildung). Der nächste Verwandte ist das Yanggou-Zeckenvirus (engl. „Yanggou tick virus“, YGTV; Yanggou Zeckenvirus).

## Verbreitung in Europa
Bisher sind nur einzelne Studien veröffentlicht, die die Verbreitung des Virus in ausgewählten Regionen studierten, und zwar neben Nordchina in Regionen einiger europäischer Länder. Flächendeckende Untersuchungen fehlen bisher (Stand 2023). Bei Untersuchungen von Zecken war 2019 ein Nachweis in Finnland positiv. Bei 2021 und 2022 in unterschiedlichen Gegenden der Schweiz gesammelten Zecken wurden Alongshan-Viren häufiger gefunden als FSME-Viren. Weitere Nachweise in Zecken gelangen in Frankreich, Russland (Karelien an der finnischen Grenze und Oblast Tscheljabinsk im Südural in 2014 gesammelten Zecken). Außerdem konnten Antikörper gegen das Virus in Hirschen, Rehen, Ziegen, Schafen und Pferden gefunden werden.
Eine 2023 veröffentlichte Studie, die in Niedersachsen nach Viren der Jingmenvirus-Gruppe suchte, fand ebenfalls Alongshan-Viren. In den Jahren 2017 bis 2019 wurden von 84 erjagten Wildschweinen, Rehen und Hirschen aus drei Regionen (Harz, Wolfsburg, Hanover) Ixodes-Zecken abgesammelt und pro Jagdtier zu einem Pool zusammengefasst. Davon waren mit 39 etwa knapp die Hälfte der Zecken-Pools positiv für RNA des Alongshan-Proteins NS5-like. Die RNA dieses Proteins wurde auch in frei gesammelten Zecken von fünf über Niedersachsen verteilten Orten nachgewiesen.
Des Weiteren wurden 465 Blutproben von Wildschweinen, 29 von Rehen und 42 von Rothirschen auf die genannte RNA hin untersucht. Eine der Rothirsch-Proben war positiv.
Inwieweit Erkrankungen beim Menschen auch in Europa auftreten, ist Stand 2023 unklar. Einerseits sind die in China beschriebenen Symptome einer Erkrankung unspezifisch. Leichte grippeähnliche Symptome treten bei verschiedenen Erkrankungen auf, auch bei FSME. Andererseits ist der Nachweis einer ALSV-Infektion schwierig, so dass womöglich erkrankte Personen nicht richtig diagnostiziert wurden. Es wird jedoch vermutet, dass das Virus schon länger in Europa zirkuliert und auch schon zu Erkrankungen geführt hat.

## Symptome und Übertragung
Die in China untersuchten Patienten, bei denen ALSV gefunden wurde, hatten Symptome ähnlich einer Infektion mit dem verwandten FSME-Virus, nämlich Kopfschmerzen, Fieber, Müdigkeit, Muskelschmerzen und Gelenkschmerzen. Ein endgültiger Nachweis, dass diese Symptome tatsächlich durch ALSV hervorgerufen wurden, steht jedoch noch aus (Stand 2023). Entzündungen des Gehirns wie bei FSME scheinen nicht aufzutreten. Als Überträger auf den Menschen oder andere Säugetiere scheinen in erster Linie Zecken der Gattung Ixodes in Frage zu kommen. Alongshan-Viren wurden in der Taiga-Zecke (Ixodes persulcatus) in China (Inner Mongolei und Provinz Heilongjiang) und Russland bzw. im Gemeinen Holzbock (Ixodes ricinus) in Finnland und der Schweiz nachgewiesen. 2023 konnte gezeigt werden, dass ALSV im Speichel von infizierten Zecken des Spezies Ixodes ricinus vorhanden und eine Übertragung durch Zecken somit sehr wahrscheinlich ist.
Eine Übertragung außerdem durch Stechmücken kann nicht ausgeschlossen werden, da im Nordosten Chinas (Provinz Jilin) Virenerbgut in vier Stechmückenarten gefunden wurde.